# Сливница Оупън
Сливница Оупън (впоследствие по-известен като Сливница Опен) е името на открит шахматен турнир по ускорен шах, организиран и провеждан от Шахматен клуб Сливнишки герой (Сливница), със съдействието на спонсори. Турнирът е традиционен и се провежда всяка година в деня преди Великден (съботата).
През 2010 година турнира се провежда на 1 май, вместо в деня преди Великден, а в следващите години турнира се измества около празника на град Сливница 24 май или 1-2 седмици по-рано, като се запазва традицията турнирът да се провежда в съботен ден, дори и да е работен ден.

## Победители по години
| Година | Победител         | Резултат          |
| ------ | ----------------- | ----------------- |
| 2003   | Йордан Стойнов    | 6 т. от 7 партии  |
| 2004   | Владимир Георгиев | 7½ т. от 9 партии |
| 2005   | Георги Филев      | 7½ т. от 9 партии |
| 2006   | Владимир Георгиев | 8 т. от 9 партии  |
| 2007   | Людмил Ставрев    | 7½ т. от 9 партии |
| 2008   | Методи Стойнев    | 8 т. от 9 партии  |
| 2009   | Сашо Николов      | 7½ т. от 9 партии |
| 2010   | Сашо Николов      | 7 т. от 9 партии  |
| 2011   | Сашо Николов      | 8½ т. от 9 партии |
| 2012   | Петър Дренчев     | 8 т. от 9 партии  |
| 2013   | Петър Дренчев     | 8 т. от 9 партии  |
| 2014   | Марио Вутов       | 8 т. от 9 партии  |
| 2015   | Кирил Бадев       | 7 т. от 9 партии  |
| 2016   | Марио Вутов       | 7½ т. от 9 партии |
| 2017   | Мартин Петров     | 7½ т. от 9 партии |

## История
Първото издание на Сливница Оупън е през 2003 г., когато няколко шахматисти от града, съвместно с мс Димитър Илиев (шахматен съдия и майстор на спорта) е организирано първото издание. Идеята идва по-малко от месец преди датата на турнира и участие взимат съвсем малко шахматисти. Турнирът е спечелен от фм Йордан Стойнов, с 6т. от 7 партии.
2004 година, организаторите са подготвили нов уебсайт (едит от първите сайтове на шахматни клубове в България) и успяват да привлечат повече състезатели от цяла България. Реално това е първото издание на турнира, за което се знае из шахматните среди в България, и всеки желаещ може да вземе участие. Победител става мм Владимир Петков със 7,5т. от 9 партии.
2005 година. Турнирът вече е придобил широка популярност и единствено празника удържа някои от шахматистите да вземат участие. Запяисалите се за участие непрекъснато се увеличават, като за това издание са над 30 души. Печели Георги Филев със 7,5т. от 9 партии.
2006 година рекордът е подобрен отново – 40 шахматисти и любители взимат участие. Победител за 2-ри път става Владимир Петков с актив 8т. от 9 партии. Това е и изданието с най-много титулувани шахматисти. Победителят все още е майстор на спорта, но коефициентът му е 2456. Малко след това последва и гросмайсторска титла.
През 2007 година участие взимат 44 шахматисти и любители от Сливница и цяла България. Това е и най-масовият турнир. За голяма изненада, и в същото време голяма радост на местните шахматисти - победител в турнира излиза Людмил Ставрев, шахматист от местния клуб. С актив от 7,5 точки и коефициент (ЕЛО) 2035, той изпреварва утвърдени имена като Георги Филев, Методи Стойнев, Марио Вутов, Сашо Николов и др.
През 2008 година участниците са 40. Повечето шахматисти от страната. След няколко призови класирания на Методи Стойнев в предните издания идва и неговият ред – печели турнира с актив от 8 точки, с точка преднина пред следващите.
През 2009 година участниците са 64 и това увеличава наградния фонд. Първа наградадостига сумата от 120 лева. В последния кръг първите 7 маси определят паричните награди помежду си и се завързват дълги битки на всички дъски. Като краен победител в турнира завършва Сашо Николов.